# Квалификације за Светско првенство у фудбалу за жене 2015. (УЕФА плеј-оф)
ФИФА Квалификације за Светско првенство у фудбалу за жене 2015. (УЕФА плеј-оф) одлучило је осму и последњу УЕФА чланицу квалификанта за Светско првенство у фудбалу за жене 2015..

## Формат
По завршетку групне фазе, четири другопласиране репрезентације са најбољим резултатом против прве, треће, четврте и пете екипе у својим групама играле су утакмице код куће и у гостима, да би одредиле последњег учесника ФИФА Светског првенства.
За сваки плеј-оф нерешен резултат, тим који је постигао више голова у укупном збиру у две утакмице квалификовао се за финални турнир. Ако је укупан резултат био изједначен, примењивало се правило голова у гостима, тј. напредовао је тим који је постигао више голова у гостима у две утакмице. Да су и голови у гостима били изједначени, онда би се играло тридесет минута надокнаде, подељених у два полувремена од по петнаест минута. Правило голова у гостима поново је примењено након продужетака, односно, ако има голова постигнутих у продужецима, а укупан резултат је и даље био на нивоу, гостујући тим је напредовао захваљујући више постигнутих голова у гостима. Ако у продужецима није постигнут ниједан гол, нерешен резултат би био одлучен извођењем једанаестераца.

## Рангирање другопласираних екипа
Утакмице против шестопласираног тима у свакој групи нису укључене у овај ранг. Као резултат тога, осам мечева које је сваки тим одиграо рачуна се за потребе другопласиране табеле.
Пласман другопласираних је одређен следећим параметрима овим редоследом:
1. Највећи број поена
2. Голова разлика
3. Највећи број постигнутих голова
4. Највећи број постигнутих голова у гостима
5. Позиција у систему рангирања, коефицијент репрезентације на УЕФА листи.

| Pos | Г | Тим       | О | П | Н | И | ГД | ГП | ГР  | Бод. | Qualification |
| --- | - | --------- | - | - | - | - | -- | -- | --- | ---- | ------------- |
| 1   | 5 | Холандија | 8 | 6 | 1 | 1 | 29 | 5  | +24 | 19   | Плеј-оф       |
| 2   | 2 | Италија   | 8 | 6 | 1 | 1 | 22 | 5  | +17 | 19   | Плеј-оф       |
| 3   | 4 | Шкотска   | 8 | 6 | 0 | 2 | 21 | 6  | +15 | 18   | Плеј-оф       |
| 4   | 6 | Украјина  | 8 | 5 | 1 | 2 | 23 | 8  | +15 | 16   | Плеј-оф       |
| 5   | 1 | Русија    | 8 | 5 | 1 | 2 | 14 | 17 | −3  | 16   |               |
| 6   | 7 | Аустрија  | 8 | 5 | 0 | 3 | 21 | 13 | +8  | 15   |               |
| 7   | 3 | Исланд    | 8 | 4 | 1 | 3 | 16 | 9  | +7  | 13   |               |

## Извлачење
Извлачење је одржано 23. септембра 2014. у 14:00 по локалном времену у Ниону, Швајцарска.

### Носиоци
У жребу плеј-офа, тимови су били носиоци према УЕФА коефицијенту женског националног тима (приказано у заградама).
| Носилац                     | Није носилац                 |
| --------------------------- | ---------------------------- |
| Италија (6) · Холандија (8) | Шкотска (12) · Украјина (15) |

### Полуфинале
| Тим #1  | рез.  | Тим #2    | прва утакмица | друга утакмица |
| ------- | ----- | --------- | ------------- | -------------- |
| Шкотска | 1 : 4 | Холандија | 1 : 2         | 0 : 2          |
| Италија | 4 : 3 | Украјина  | 2 : 1         | 2 : 2          |

| Шкотска             | 1 : 2    | Холандија                                 |
| ------------------- | -------- | ----------------------------------------- |
| Ким Литл 49’ (пен.) | Извештај | Лике Мартенс 10’ · Манон Мелис 23’ (пен.) |

| Холандија                          | 2 : 0    | Шкотска |
| ---------------------------------- | -------- | ------- |
| Лике Мартенс 51’ · Манон Мелис 77’ | Извештај |         |

Холандијасе са укупним скорем од 4 : 1 квалификовала за финале.
| Италија                                          | 2 : 1    | Украјина              |
| ------------------------------------------------ | -------- | --------------------- |
| Валентина Серноија 1’ · Меланија Габјадини 45+1’ | Извештај | Дарина Апанашенко 34’ |

| Украјина             | 2 : 2    | Италија                                       |
| -------------------- | -------- | --------------------------------------------- |
| Вира Дјател 26’, 47’ | Извештај | Меланија Габјадини 55’ · Патриција Панико 79’ |

Италија се са укупним скорем од 4 : 3 квалификовала за финале.

### Финале
| Тим #1    | рез.  | Тим #2  | прва утакмица | друга утакмица |
| --------- | ----- | ------- | ------------- | -------------- |
| Холандија | 3 : 2 | Италија | 1 : 1         | 2 : 1          |

| Холандија          | 1 : 1    | Италија                |
| ------------------ | -------- | ---------------------- |
| Вивијан Медема 54’ | Извештај | Меланија Габјадини 19’ |

| Италија                         | 1 : 2    | Холандија               |
| ------------------------------- | -------- | ----------------------- |
| Стефани ван дер Граг 53’ (а.г.) | Извештај | Вивијана Медема 9’, 43’ |

Холандија се са укупним скорем од 3 : 2 квалификовала за Светско првенство у фудбалу за жене 2015..

## Голгетерке
3. гола
- Меланија Габјадини
- Вивијана Медема

2. гола
- Леке Мартенс
- Манон Мелис
- Вира Дјател

1. гол
- Валентина Серноја
- Патриција Панико
- Ким Литл
- Дарина Апанашенко

Ауто гол
- Стефани ван дер Граг (против Италије)